# 가지산문
가지산문(迦智山門) 또는 가지산파(迦智山派)는 신라 말기와 고려 초기에 성립된 선종 구산의 하나이다. 본산은 전남 장흥군 유치면에 있는 가지산 보림사(寶林寺)이다. 현 조계종의 종조에 해당한다.
개산조인 도의(道義: fl. 821)국사는 헌덕왕 5년(813) 입당하여 광저우(廣州) 보단사(寶壇寺)에서 구족계를 받고 조계산 육조 혜능(638~713) 대사의 영당을 참배하였다. 다음 강서 개원사(開元寺)에 가서, 마조 도일(馬祖道一: 709~788)의 고제자(高弟子)였던 서당 지장(西堂智藏: 735~814)으로부터 인가를 받았다. 그 후 귀국하였으나 신라에서 선법(禪法)을 이해하지 못하므로 설악산에 진전사(陳田寺)를 세우고 일생을 은거하였다.
도의의 법을 받은 승려가 염거(廉居: ?~844)이며, 염거는 다시 체징(體澄, 804~880)에게 전하고, 체징은 전남 가지산에 들어가 보림사를 개창하여 도의국사의 선풍을 선양하였다. 또한 가지산 보림사와 깊은 관계가 있는 교단은 진전사(陳田寺) · 억성사(憶聖寺) · 운문사(雲門寺) · 인각사(麟角寺), 군위 법주사(法住寺) · 구산사(龜山寺) · 안화사(安和寺) · 경암사(璟岩寺) · 지곡사(池谷寺), 해양 무양사(無陽寺) · 불일사(佛日寺) · 무위사(無爲寺), 개성 송림사(松林寺) 등인데, 가지산문의 소속사찰인 것으로 여겨진다.

## 참고 문헌
- 이 문서에는 다음커뮤니케이션(현 카카오)에서 GFDL 또는 CC-SA 라이선스로 배포한 글로벌 세계대백과사전의 내용을 기초로 작성된 글이 포함되어 있습니다.